# Planèze de Saint-Flour
Pour les articles homonymes, voir Planèze (homonymie).

Situation de la Planèze (en violet) sur la carte de l'Auvergne.

La planèze de Saint-Flour est un plateau volcanique français faisant partie des monts du Cantal. C’est un pays traditionnel d’Auvergne.
À l’origine, le nom  de « planèze » désigne précisément cette région des monts du Cantal. Le terme a été ensuite repris par les géographes pour désigner les plateaux basaltiques issus des éruptions volcaniques.

## Situation
Le plateau basaltique constitue la partie est des monts du Cantal. Il est délimité par les vallées de l'Alagnon, de la Truyère, du Lagnon et de l’Épi.
On fait d’autre part une distinction entre la Haute Planèze (ou « Montagne ») et la Basse Planèze (ou vraie Planèze). La première est située à plus de 1 100 mètres d’altitude et rejoint pratiquement les sommets des monts du Cantal. Elle se trouve à l’ouest d’une ligne passant par Paulhac, Valuéjols et Ussel.
La vraie Planèze de Saint-Flour est située à l’Est de cette ligne. Elle comporte deux sommets isolés dominant de quelques dizaines de mètres que l'on voit à main droite sur la route allant de Saint-Flour aux Ternes : d'abord le puech de Frayssinet (1 048 mètres) avec une ancienne chapelle castrale et un hameau, et les deux buttes de Tanavelle (1 051 mètres et 1 092 mètres), dont l'une porte un bourg avec son église romane.

### Communes de la Planèze

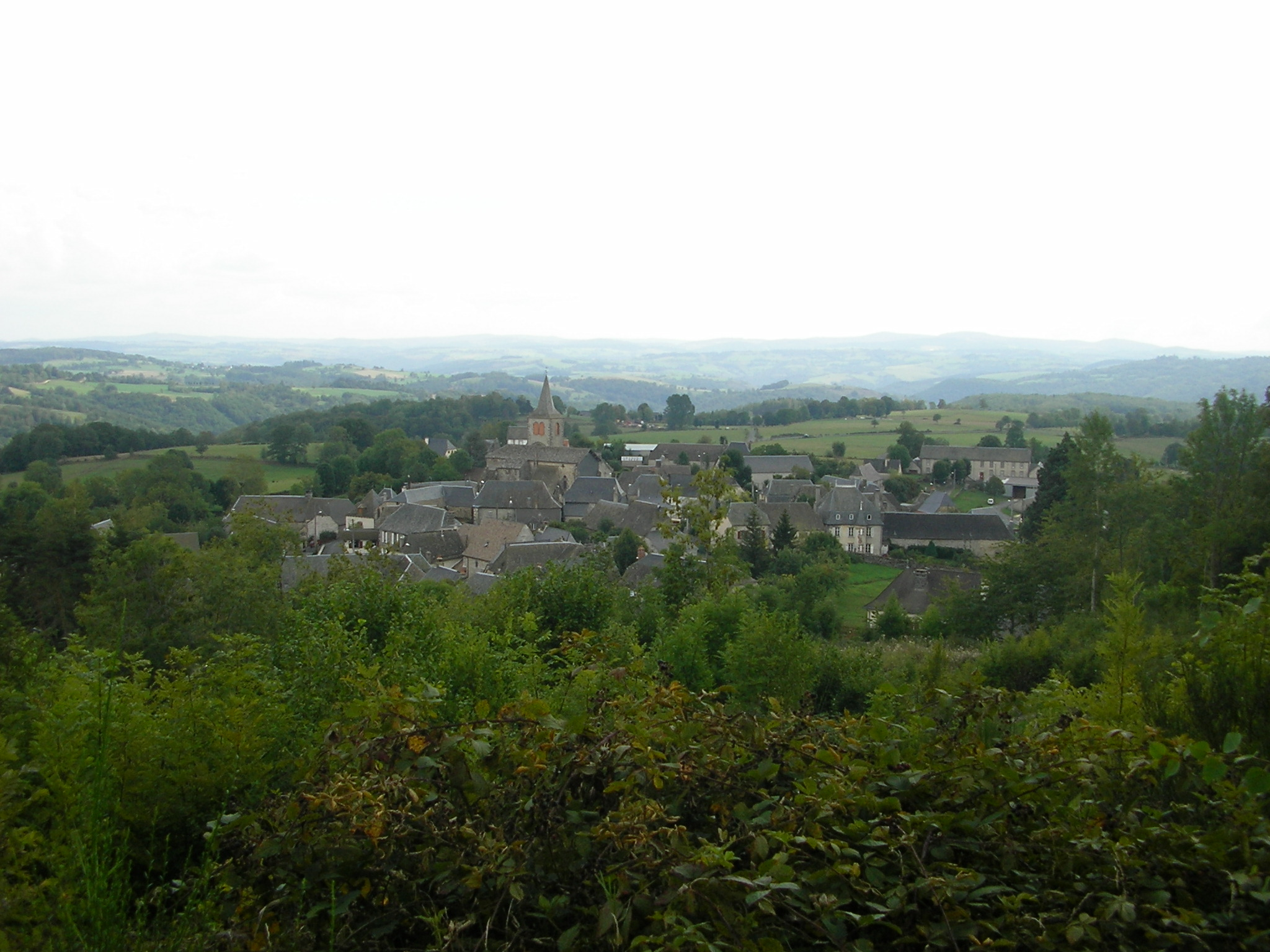
Le village d'Oradour.

| - Andelat - Cézens - Coltines - Cussac - Laveissenet - Les Ternes | - Neuvéglise-sur-Truyère - Paulhac - Rézentières - Roffiac - Saint-Flour | - Talizat - Tanavelle - Ussel - Valuéjols - Villedieu |

## Géologie
Il y a 7 millions d’années, le volcan du Cantal terminait son activité. La caldeira du volcan s’effondre peu à peu. Un nouveau volcan se forme, la caldeira se remplit puis déborde. La lave d’abord très acide devient ensuite basaltique et se répand en de grandes coulées fluides qui recouvrent les pentes de l’édifice. Ce sont les planèzes.

## Flore et faune

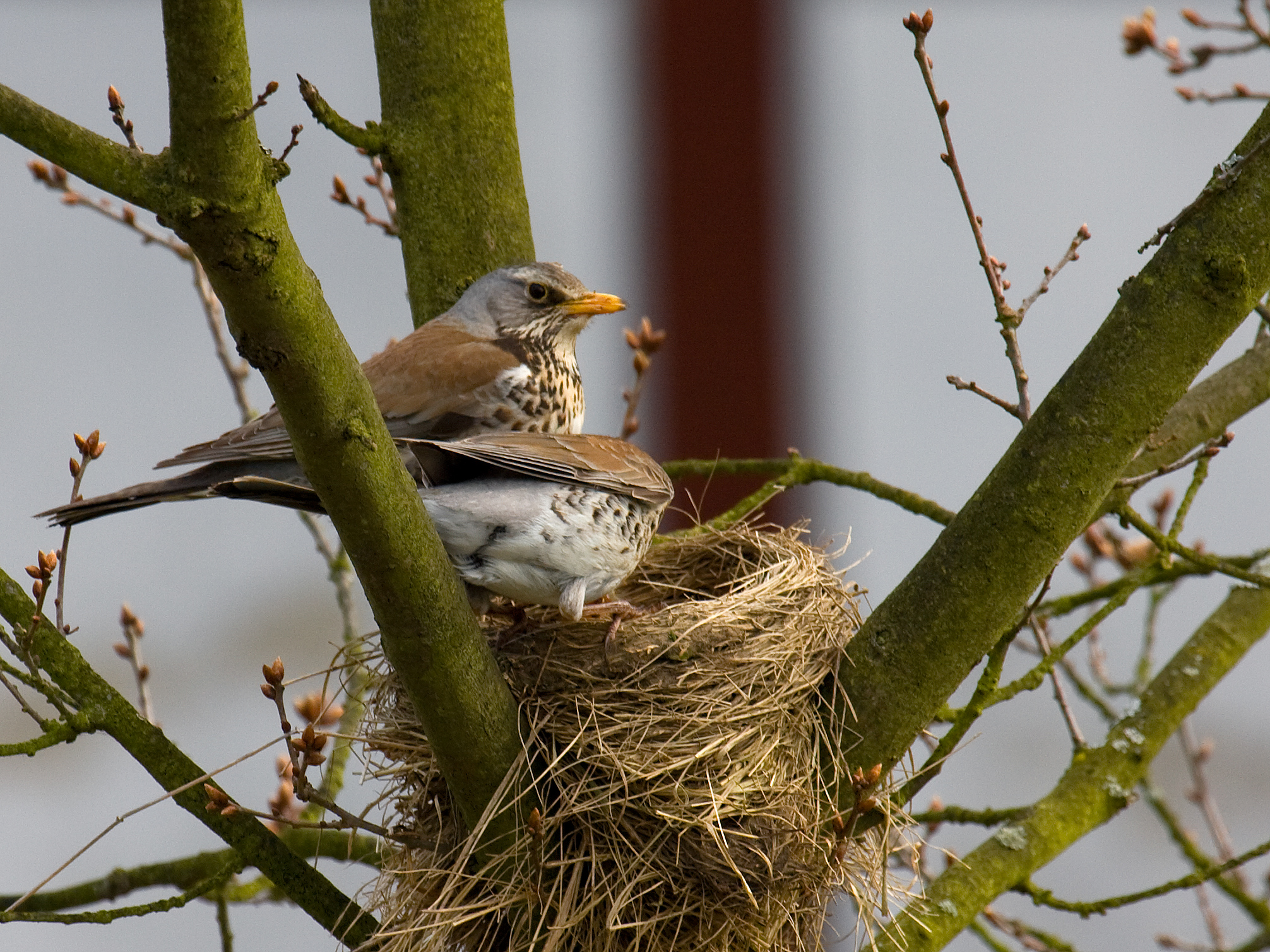
Grive litorne.

Le relief de la Planèze étant très peu prononcé, l'homme a créé de nombreux bosquets de pins qui permettent au bétail de se protéger en cas d'intempéries.
Ces lieux abritent de nombreux petits rongeurs, mais aussi des sangliers, des cerfs et des biches, des renards, des blaireaux, des couleuvres (vertes et jaunes ou à collier), des vipères, des hérissons, des taupes, des lapinset des lièvres, ainsi que de nombreuses espèces d'oiseaux tels que la grive litorne, la corneille noire, le pigeon ramier, le faucon crécerelle, le hibou moyen-duc, le pinson des arbres, la mésange bleue, la grive musicienne ou le rouge-gorge.
On dénombre encore des loups gris communs au XIXe siècle qui ont théoriquement disparu.

## Toponymie
En auvergnat ou occitan on l'appelle la Planesa ,.
Les habitants de la planèze sont appelés « les planézards ».

## Histoire
Un peuplement préhistorique important est confirmé par la présence d'un grand nombre de mégalithes, à Allanche, Joursac, Coltines, Valuéjols, Paulhac, Villedieu, Seriers, Les Ternes.
Jusqu'à ce  que la ville de Saint-Flour ne soit fondée au XIe siècle sur le rocher d'Indiciat, la capitale de la Planèze était Valuéjols, dont le nom atteste l'origine gauloise.
Plusieurs sites gallo-romains ont été découverts, en particulier une villa au Puech de Frayssinet qui a fait l'objet d'une fouille de sauvetage par Alphonse Vinatié en 1980.
La Planèze fut un pays (pagus) sous les Gallo-romains puis un territoire (territorium) sous les mérovingiens. À l’époque carolingienne elle prit le statut de viguerie.

## Activités humaines
Longtemps la planèze fut avec les Limagnes et le Devès une des grandes zones de culture d’Auvergne. On y cultivait les céréales et les légumineuses, en particulier les lentilles. Aujourd’hui cet espace est réservé aux prairies et à l’élevage bovin. Il garde cependant toutes ses potentialités agricoles grâce à un sol d’une exceptionnelle fertilité.

## Monuments et architecture
L’architecture traditionnelle est typique des églises, des maisons et des châteaux de Haute-Auvergne, parmi lesquels on peut mentionner, en plus des monuments de Saint-Flour :
- La croix de Lescure près de Valuéjols
- La croix de La Mallevieille ( Commune de Valuéjols)
- L’église et le château d’Œuillet à Ussel
- Les églises de Laveissenet et de Valuéjols.
- Le château de La Boyle à Brezons
- le château de Bélinay à Paulhac
- le château de Bracou, à Paulhac
- le château du Chambon, à Paulhac
- le site du château de Turlande, à Paulhenc.
- le château de Rochebrune à Oradour
- le château des Ternes aux Ternes.